# مسابقات قهرمانی آمریکای مرکزی
مسابقات قهرمانی آمریکای مرکزی یک رقابت باشگاهی بین‌المللی بود که توسط سی‌سی‌سی‌اف و ان‌ای‌اف‌سی، دو کنفدراسیون پیشین کونکاکاف، به عنوان برترین تورنمنت فوتبال منطقه‌ای برگزار شد. این اولین رقابت بین‌المللی رسمی برای باشگاه‌های آمریکای شمالی، آمریکای مرکزی و کارائیب بود. این مسابقات در سال‌های ۱۹۵۹ و ۱۹۶۱ برگزار شد.

## تاریخچه
اولین دوره این مسابقات در سال ۱۹۵۹ با حضور ۴ باشگاه شرکت‌کننده (۳ باشگاه آمریکای مرکزی و ۱ باشگاه آمریکای شمالی) برگزار شد. در دوره دوم، این مسابقات نام خود را به مسابقات قهرمانی آمریکای مرکزی و کارائیب تغییر داد و در سال ۱۹۶۱ با حضور ۵ باشگاه شرکت‌کننده (۴ باشگاه آمریکای مرکزی و یک باشگاه کارائیب) برگزار شد. در سال ۱۹۶۱، سی‌سی‌سی‌اف و ان‌ای‌اف‌سی پس از ادغام و تشکیل کونکاکاف منحل شدند. جام قهرمانان کونکاکاف در سال ۱۹۶۲ ایجاد و آغاز به کار کرد.

## تیم‌ها

### ۱۹۵۹

#### آمریکای مرکزی
- فاس
- آلاخولنسه
- المپیا

#### آمریکای شمالی
- گوادالاخارا

### ۱۹۶۱

#### آمریکای مرکزی
- آگویلا
- آلاخولنسه
- کامیونیکیشنس
- المپیا

#### کارائیب
- یونگ هلند

## نتایج
| نسخه | قهرمان    | نتیجه     | نایب قهرمان |
| ---- | --------- | --------- | ----------- |
| ۱۹۵۹ | المپیا    | نوبت‌گردشی | گوادالاخارا |
| ۱۹۶۱ | آلاخولنسه | ۱–۱ ۲–۱   | یونگ هلند   |